# Zoran Madon
Zoran Madon, slovenski politik, poslanec in diplomirani inženir kmetijstva, * 5. december 1961, Kanalski Vrh.

## Življenjepis
Diplomiral je na Biotehniški fakulteti v Ljubljani na oddelku za živinorejsko smer. Služboval je kot pospeševalec  na kmetijsko veterinarskem zavodu v Novi Gorici, od maja 1991 do decembra 1992 je bil sekretar za kmetijstvo in gozdarstvo Skupščine občine Nova Gorica. Decembra leta 1992 je bil kot kandidat Slovenske ljudske stranke izvoljen v 1. državni zbor Republike Slovenije. V tem mandatu je bil član naslednjih delovnih teles:
- Preiskovalna komisija za parlamentarno preiskavo o vpletenosti in odgovornosti javnih funkcij v zvezi z najdbo orožja na mariborskem letališču (predsednik),
- Komisija za narodni skupnosti,
- Komisija za lokalno samoupravo,
- Odbor za kmetijstvo in gozdarstvo in
- Odbor za notranjo politiko in pravosodje.